# Анфимов, Николай Юрьевич
Никола́й Ю́рьевич Анфи́мов (28 декабря 1950, Самарканд) —  советский боксёр  полутяжёлой весовой категории, ныне тренер, выступал за сборную СССР в первой половине 1970-х.  Участник летних Олимпийских игр 1972 года в Мюнхене  . Пятикратный чемпион Узбекистана, победитель первенства СССР по юношам и по молодежи, победитель первенства Европы по молодежи 1970,  серебряный призер Чемпионата СССР по боксу 1971  , чемпион V летней Спартакиады народов СССР 1971  , Чемпион СССР 1972, чемпион кубка СССР 1972, бронзовый призер чемпионата СССР 1973,  чемпион Спартакиады дружественных армий и стран варшавского договора 1974 , финалист Спартакиады народов СССР 1975, победитель сильнейших международных турниров и матчевых встреч в том числе СССР-США. На соревнованиях представлял спортивное общество  Спартак.  
Мастер спорта СССР международного класса
Имеет троих сыновей, Александра, Юрия и Никиту, а также троих дочерей, Елену, Инну и Дарью.

## Биография
Активно заниматься боксом начал в 13 лет, проходил подготовку под руководством заслуженного тренера Узбекистана Анатолия Панарина. Стал победителем первенства Узбекистана. Набрав опыта выиграл первенство СССР по юношам и следом по молодежи, тем самым отобравшись на первый в истории чемпионат Европы по молодежи 19-22 в Венгрии г. Мишкольц. Стал чемпионом, закончив все бои в виду явного преимущества и за исключением последнего в первом раунде. В первом бою секундирующий венгру легендарный  Папп, Ласло  выбросил на ринг белое полотенце.
После Европы, на чемпионате Советского Союза по мужикам 1971 года в Казани завоевал серебряную медаль. Но стартовый бой чемпионата выиграл в виду явного преимущества у первого номера своего веса ,  Олега Коротаева уже являвшимся на тот момент чемпионом СССР.
В том же 1971 году стал чемпионом Спартакиады Народов СССР.
На матчевой встрече СССР-США 1972 в г.Москва в преддверии Олимпийских Игр-
провел самый короткий бой, на первых секундах нокаутировав Льюиса Слоутера.
На чемпионате СССР 1972 года проходившем в Москве, прошел всю дистанцию и в финале вновь встретился с Олегом Коротаевым. Бой был бескомпромиссным, впрочем как и все их бои. Были нокдауны у каждой стороны, но в третьем раунде в виду невозможности продолжать бой Коротаева сняли из-за открывшегося у него кровотечения. Анфимов стал чемпионом и удостоился права защищать честь страны на летних Олимпийских играх 1972 в Мюнхене.
На Олимпиаде первый бой единогласным решением выиграл в привычно агрессивной для себя манере, у призёра предыдущей олимпиады в Мехико,  Станкова Георгия из Болгарии.
Второй бой Николай Анфимов имел неоспоримый перевес над Ахмедом Махмудом Али из АРЕ. Рефери на ринге остановил бой в третьем раунде из-за явного преимущества совецкого боксера.
С травмой правой руки сумел дойти до стадии четвертьфиналов, уверенно выиграл и этот бой, но судьи посчитали иначе. И со счётом 2:3 отдали победу нигерийцу Исааку Ихурии. Судейское решение было очень спорным, советская делегация опротестовала его, но безрезультатно.
1973 году в городе Вильнюс, Литовская ССР стал бронзовым призёром Чемпионата СССР,.
Служа в Армии в 1974 году стал чемпионом спартакиады Дружественных Армий СССР в Болгарии г. София.
Год спустя в финале Спартакиады народов СССР , проходившей в Ташкенте стал серебряным призёром, вновь дрался с Коротаевым и на сей раз уступил ему раздельным решением.

Завершив спортивную карьеру, помимо основной работы тренировал в Самарканде, Навои и Кемерово. Подготовил многих талантливых бойцов, в частности, его учеником является призёр Олимпийских игр и чемпионатов мира Рустам Саидов, так же сыновья Александр и Юрий Анфимовы, (сыновья)мастера спорта. Младший из сыновей Никита, тоже занимался боксом в школьном возрасте. Был победителем и призёром всероссийских и межрегиональных турниров. Старший брат Николая , Александр довольно известный боксёр, победитель многих всесоюзных и международных турниров так же является Мастером Спорта СССР международного класса.